# 헬무트 코이트너

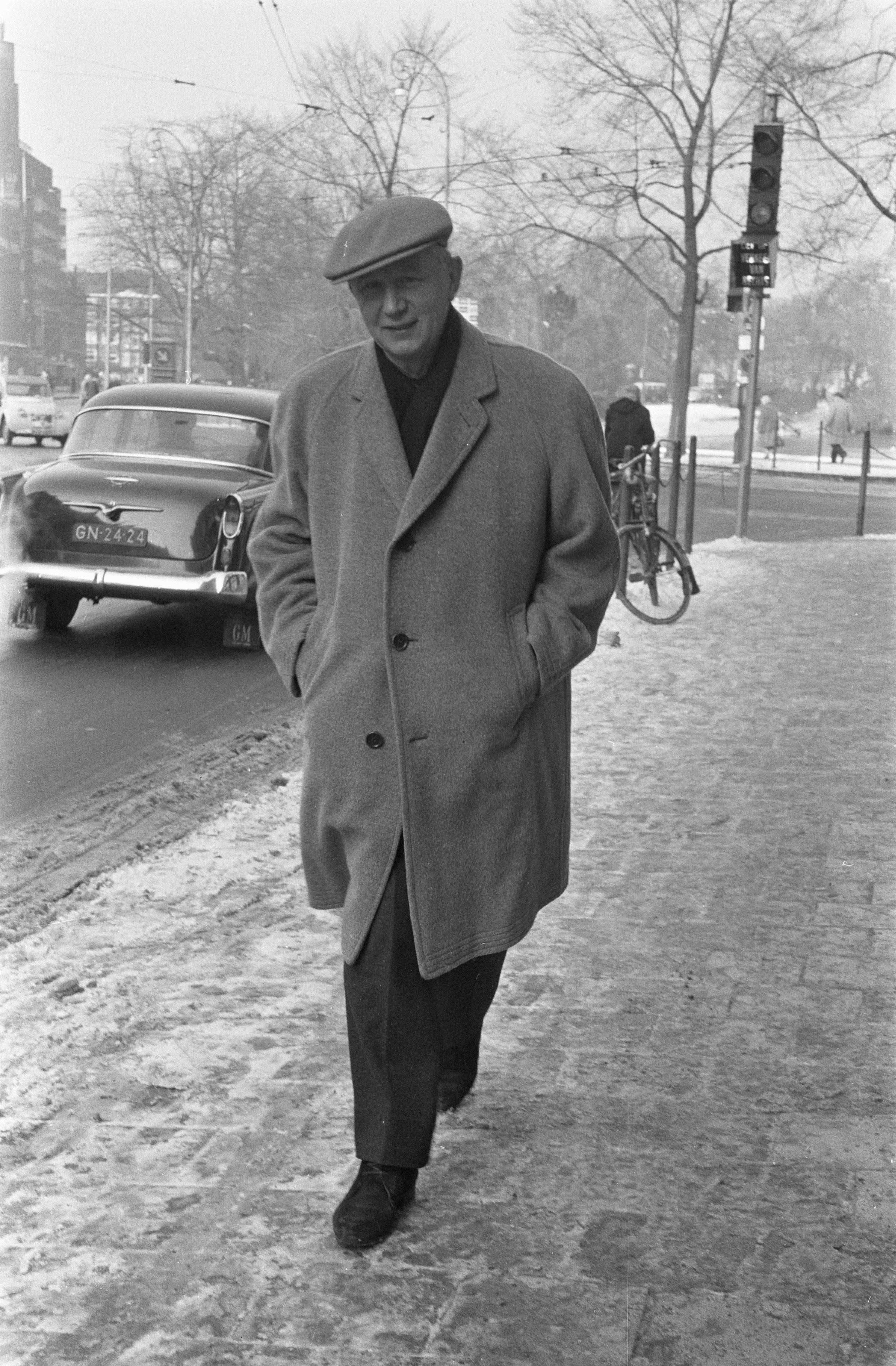

헬무트 코이트너(Helmut Käutner, 1908년 3월 25일 ~ 1980년)는 독일의 영화감독이자 배우이다. 독일 영화사에서 가장 영향력 있는 감독 중 하나였으며, 라디오 함부르크(현재의 NWDR)에서 소리극으로 큰 성공을 거뒀다.

## 작품
- 1932: Kreuzer Emden
- 1939: Die Stimme aus dem Äther (각본)
- 1939: Salonwagen E 417 (각본)
- 1939: Marguerite: 3 / Eine Frau für Drei
- 1939: Schneider Wibbel
- 1939: Kitty und die Weltkonferenz (감독, 각본)
- 1946년: Unter den Brücken (다리 밑에서)
- 1949년: Der Apfel ist ab (사과는 떨어졌다)
- 1955년: Ludwig II (루트비히 2세)